# ベルナール・トマ
ベルナール・トマ（Bernard Thomas, 1937年2月24日 - ）は、フランスの指揮者。
リモージュの出身。法律を学んだものの音楽の道に進路を変更し、イーゴリ・マルケヴィチ、ウジェーヌ・ビゴーとジャン・フルネに指揮法を学ぶ。1967年にベルナール・トマ管弦楽団を結成し、以後、そのオーケストラを拠点に指揮活動を行う。1974年にはフランス国会図書館でジョゼフ・ブローニュ・シュヴァリエ・ド・サン＝ジョルジュのヴァイオリン協奏曲を発見し、ジャン＝ジャック・カントロフを独奏に立てて蘇演している。